# Línea D80 (Córdoba)
Línea D80 fue una línea de transporte urbano de pasajeros de la ciudad de Córdoba, Argentina. El servicio era operado por la empresa ERSA Urbano.

## Recorrido
Desde Bº San Fernando Hasta Villa Belgrano.
 Servicio diurno.
- Ida: : De Lautaro y Belardinelli por ésta - Cruz Roja Argentina - Maestro López - M. Allende - Haya de la Torre - Enrique Barros - Los Nogales - Concepción Arenales - Valparaíso - Plaza España - Chacabuco - San Jerónimo - 27 de abril - Paraguay - Cnel. Olmedo - Av. Colón - Zípoli - Betania - Javier López - M. Larra - Sagrada Familia - M. Pidal - Roque Funes - Malbran - Gigena - Tejeda - Hugo Wast – R. Núñez hasta Mujer Urbana.

- Regreso:De Mujer Urbana - R. Martinolli - Gauss - Berzeliuz - Papín - Av. Laplace - Mujer Urbana – R. Núñez - Hugo Wast - Gavier - Malbrán -

Roque Funes - M. Pidal - Pastor Giménez - Barros Pazos - Padre Luis Galeano - Nazaret - Rufino Cuervo - Zípoli - Santa Rosa - B. del Carmen - Deán
Funes - Zípoli - Av. Colón - Av. Gral. Paz - Av. V Sarsfield - Hipólito Irigoyen - Valparaíso - Los Nogales - E. Barros - Haya de La Torre - Medina
Allende - Maestro López - Cruz Roja Argentina - Belardinelli hasta Lautaro .

## Transbordo o combinación diferencial
El transbordo o combinación para las líneas diferenciales sólo se aplicará entre líneas diferenciales.
Al pasajero se le descontará la mitad del valor del pasaje diferencial al pasar la tarjeta por la segunda validadora. Esto si el transbordo se realiza dentro del plazo de una hora desde el pago del primer viaje y el pago del segundo.